# Hefeschmelz
Hefeschmelz ist ein milchfreier Käseersatz. Es handelt sich dabei im Prinzip um eine angedickte Sauce aus Hefeflocken, Mehl, Margarine, Wasser, Senf und Gewürzen. Die Zutaten werden trocken vermischt und dann in einer Pfanne mit Wasser aufgekocht. Der Schmelz kann als Brotaufstrich oder zum Überbacken von Pizza und Aufläufen verwendet werden.
Eine andere Zubereitungsmöglichkeit wird ähnlich wie Mehlschwitze hergestellt, in welche man noch die Hefeflocken, den Senf und die Gewürze hinzugibt.